# Médias en ligne à Madagascar
Les médias en ligne à Madagascar, au début des années 2000, se résument essentiellement à la version en ligne et électronique des articles issus de la presse traditionnelle.
C'est en 2008 que des blogs, puis des sites spécialisés dans l'actualité, ont commencé à voir le jour. Une tendance favorisée ensuite par la crise politique de 2009.
La presse en ligne publie sur internet tout ce qui touche aux actualités politiques, économiques, culturelles ou sportives. Une nouvelle tendance a également vu le jour, les fils d'actualités communément appelés « les dépêches ». Aujourd'hui, certains titres de la presse écrite ont intégré les dépêches à leur version en ligne.
En 2014, l'État malgache reconnait partiellement l'existence de la presse en ligne en délivrant les premières cartes professionnelles à certains journalistes de la presse en ligne.

## Les précurseurs

### La presse écrite
Les principaux titres de la presse traditionnelle (presse écrite) sont les premiers à investir internet en y publiant des versions électroniques de leurs articles, disponibles gratuitement. Il s'agit entre autres de :
- L'Express de Madagascar ;
- La Gazette de la Grande Île ;
- Midi Madagasikara ;
- Madagascar Laza ;
- Le Quotidien (n'existe plus) ;
- Les Nouvelles ;
- Taratra ;
- Tribune Madagascar ;
- Madagascar Matin ;
- La Vérité ;
- L'Observateur ;
- Mon Journal ;
- La Dépêche ;
- Le Citoyen.

### La presse en ligne
En novembre 2008, aux débuts de la crise politique, c'est Niry Jules Ratsifandrihamanana (décédé en 2014) qui crée le premier fil d'actualité sur le site internet de référence de la diaspora malgache à l'étranger, Sobika.com. Le site a été racheté en 2011 par l'homme d'affaires Mamy Ravatomanga, propriétaire du groupe de média Sodiat qui comprend La Vérité, Ino Vaovao et Madagascar Matin. En 2015, Sobika.com devient Sobikamada.com, et le contenu éditorial du site est confié à Patrick Raharimanana, candidat aux présidentielles malgaches de 2013.
En février 2009, l'opérateur en télécommunication Orange Madagascar, sous l'initiative de l'ancien journaliste Renaud Raharijaona recrute des journalistes et lance son propre fil d'actualité sur son site internet www.orange.mg. Le média se professionnalise, et devient Orange actu en 2014. En tant que pureplayer, le contenu éditorial du média est mis à jour quotidiennement et les articles sont produits par les journalistes de Orange actu. Depuis mars 2016, le site orange.mg est exclusivement destiné aux actualités. Les offres commerciales de l'opérateur ont été transférées sur un nouveau portail www.orange.mg/particulier.
En mai 2009, le premier portail internet de Madagascar, Moov, se lance également dans la production de fils d'actualité. Son contenu éditorial est bicéphale. Une partie est produite en interne, l'autre partie reprend des articles du quotidien national Midi Madagasikara.
En juin 2009 survient Tananews, un blog d'actualités anonyme relativement bien renseigné. Le blog devient très vite populaire, grâce à une ligne éditoriale cash.[réf. nécessaire]. Le blog a ensuite été racheté et renommé en Actutana.
En novembre 2011, le groupe Ultimamedia de l'homme d'affaires Naina Andriantsitohaina crée Newsmada.com. Il s'agit d'un agrégateur des principaux médias du groupe (Les Nouvelles, Le Courrier et Taratra).
En janvier 2014, la jeune Lilia Ratefiarivony crée Le Daily, spécialisé dans les grands reportages. Elle s'aide des services de photographes malgaches de renom tel que Rija Solo et Felana Rajaonarivelo.
En 2018, le groupe Inviso crée son pureplayer 2424.mg via sa filiale média United Malagasy Media. 2424.mg est doté d'un site web, d'une page Facebook, d'un compte X, d'un compte Instagram et d'une chaîne YouTube.

## Liste des médias de la presse en ligne
- Gazette Madagascar Communication ou GMC (gazettemadagascar.wordpress.com)
- MadaTopInfo ou MTI (www.madatopinfo.com et madatopinfo.wordpress.com)
- Médias Madagascar Investigate ou MMI (https://mediasmadagascar.wordpress.com)
- Communication Madagascar Inter ou CMI(madagascarinter.wordpress.com)
- Sobika
- Orange actu
- Moov
- Madagascar Today
- Actutana
- Newsmada
- Le Daily (n'existe plus)
- Madagate
- Jmada
- Canalnews
- Infokmada
- 2424.mg
- Dépêche Informative Taratra

## Cadre juridique
La communication médiatisée à Madagascar est régie par la loi n° 2016 - 029 portant code de la communication médiatisée 
Le Code prévoit en outre des dispositions sécuritaires à l’égard du 
professionnel de la communication médiatisée dont l’inviolabilité des entreprises de presse, la protection des matériels et équipements du journaliste ainsi que celle des 
sources d’information.
L’Autorité Nationale de Régulation de la Communication Médiatisée (ANRCM) est créée. Sa mission principale est de réguler les activités du secteur de la communication médiatisée.